# Peter Howard
Pas d'image ? Cliquez ici

a Compétitions nationales et continentales officielles uniquement.

b Matchs officiels uniquement.
Peter Dunsmore Howard, né le 20 décembre 1908 à Maidenhead et mort le 25 février 1965 à Lima, est un journaliste, dramaturge et sportif britannique. Il est capitaine de l'équipe d'Angleterre de rugby à XV de 1930 à 1931 évoluant au poste de troisième ligne centre. Il est le leader international du mouvement du Réarmement moral de 1961 à 1965.

## Biographie
Né à Maidenhead en Angleterre, Peter Howard effectue sa scolarité à la Mill Hill School. Puis il mène de front ses études de journalisme à Oxford et une brillante carrière sportive. Il est membre de l'équipe de rugby de l'Université d'Oxford en 1929 et 1930, et fait simultanément ses débuts internationaux lors du match Angleterre-Galles lors du Tournoi des Cinq Nations en janvier 1930. Les Anglais remportent la compétition cette année-là, sans pour autant réaliser le grand chelem. Au total, il est sélectionné huit fois, jouant l’intégralité des matchs du Tournoi des Cinq Nations de 1930 et de 1931. Il est promu capitaine de la sélection anglaise lors du match contre l'Irlande à Twickenham en 1931, match que l'Irlande gagne 6 à 5,. En 1931, il connaît également une sélection avec les Barbarians contre l'équipe du East Midlands, marquant un essai.
Il épouse en 1932 la française Doris Metaxa dit Doë Metaxa, née en Grèce le 12 juin 1912 mais élevée à Marseille, joueuse de tennis qui remporte le tournoi de Wimbledon 1932 en doubles dames. Doë Howard meurt le 7 septembre 2007 à 96 ans.
Dans les années 1930, il rejoint le parti conservateur et devient journaliste politique et d’investigation pour le Daily Express. En 1940, en collaboration avec ses collègues Michael Foot, journaliste à l'Evening Standard, membre et futur leader du Parti travailliste  et Frank Owen, membre du Parti Libéral, lui aussi journaliste à l'Evening Standard, il écrit un violent pamphlet intitulé  Les coupables  (Guilty Men), dans lequel les politiciens britanniques responsables de la « politique d’apaisement » envers Hitler sont vivement critiqués. Entre-temps, Lord Beaverbrook, propriétaire du Daily Express et de l'Evening Standard, lui commande une enquête poussée sur l’activité d’évangélisation de l’Américain Frank Buchman, notamment à Oxford. Peter Howard rencontre Frank Buchman et est immédiatement séduit, ce qui le conduit finalement à quitter le Daily Express et à intégrer le premier cercle de ce qui deviendra par la suite le Réarmement moral. 
En 1941, il publie un livre intitulé  Les innocents (Innocent Men), dans lequel il développe une vision bien différente des politiciens qu’il a accablés un an plus tôt dans Les coupables, mettant toujours en cause la relation entre la presse et le gouvernement dans une Grande-Bretagne en guerre, mais aussi exprimant ses vues quant au rôle que pourrait jouer le Réarmement moral. Pendant et après la Seconde Guerre mondiale, alors que l’une des priorités du Réarmement moral est devenue la réconciliation entre les peuples et les classes sociales, et aussi plus tard, disent certains, le combat contre ce qu'Howard estime être la menace communiste mondiale contre la paix et la liberté religieuse, Peter Howard écrit dix-sept pièces de théâtre sur des thèmes tels que la coopération et le dialogue dans le domaine des relations sociales, de la politique et de la vie personnelle ; la plupart de ces pièces de théâtre sont perçues comme à la fois extrêmement très didactiques et très anticommunistes et sont utilisées par le Réarmement Moral dans ses « campagnes ».
En 1961, à la mort de Frank Buchman, Peter Howard lui succède à la tête du mouvement international du Réarmement moral. À ce titre, il voyage sur les cinq continents. Il meurt brutalement à Lima au Pérou le 25 février 1965.

## Palmarès
- Vainqueur du Tournoi des Cinq Nations en 1930